# Sigfrid Karg-Elert
Siegfried Theodor Karg ou Sigfrid Karg-Elert, né à Oberndorf am Neckar le 21 novembre 1877 et mort à Leipzig le 9 avril 1933, est un pianiste, organiste et compositeur post-romantique allemand. Jouissant d'une célébrité considérable en son temps, il est surtout connu de nos jours pour ses nombreuses compositions pour l'orgue et l'harmonium.

## Biographie
Né sous le nom de Siegfried Karg, il étudie la musique au conservatoire de Leipzig (le piano avec Alfred Reisenauer, un élève de Liszt), où il deviendra professeur en 1919, succédant à Max Reger. Au début de sa carrière, son éditeur lui suggère d'ajouter Elert (de Ehlert, nom de sa mère) à son nom et d’en simplifier l'orthographe.
Le 25 juillet 1910, il épouse Minna Louise Kretzschmar (1890-1971) ; le 21 avril 1914 naît leur fille Ingeborg Annelies Kätchen (Katharina Schwaab).
Du 5 au 17 mai 1930, la Londoner Organ Music Society organisa à Londres un «Karg-Elert Festival» de 10 récitals d’orgue en son honneur, auquel il participa comme compositeur invité.
En 1932, il entreprend une tournée aux États-Unis qui comprend 22 récitals d’orgue du 3 janvier au 24 mars, où il présente certaines de ses dernières compositions, dont la Passacaglia et Fugue sur B-A-C-H, à côté d’œuvres de maîtres anciens. Perdu sur les consoles modernes américaines et n’ayant qu’une médiocre technique d’organiste, Karg-Elert déçoit beaucoup le public et les critiques sont terribles. Cette expérience catastrophique achève de ruiner sa santé par la suite.
Une partie importante de sa carrière a consisté à enseigner l'orgue et la composition. Parmi ses élèves, on compte notamment le compositeur et professeur suisse Willy Burkhard.
Personnage étrange et tourmenté, il meurt à la suite d'une longue maladie en 1933, et est inhumé à Leipzig.

## Œuvre
On remarque dans son œuvre l’influence de Claude Debussy, Alexandre Scriabine, Arnold Schönberg et Max Reger. L’originalité de Karg-Elert est son attachement au Kunstharmonium (de), l’harmonium d’art de Charles Victor Mustel, pour lequel il écrira une part importante de sa production. Très appréciée en Angleterre, son œuvre faisait aussi l’admiration de Guilmant, dédicataire de plusieurs pièces : « J’aime beaucoup la musique de ce compositeur, car il y a de la mélodie, une excellente écriture et un sentiment poétique, qui ne se trouve pas toujours dans la musique d’orgue. »
Sigfrid Karg-Elert laisse un catalogue d'œuvre d'environ 150 partitions.

### Harmonium
- WoO 7 – Leichte Duos, do mineur, harmonium et piano, 1906;
- WoO 18 – Funerale, 1912;
- Op. 9 – 5 Miniaturen : 1. Salve Regina, 2. Canzonetta, 3. Alla Giga, 4. Rococco, 5. Evocatio, 1908, rév. 1918;
- Op. 10 – 6 Skizzen, 1903-4; première œuvre publiée
- Op. 14 – 3 Sonatinen, sol majeur, mi mineur, la mineur, 1906;
- Op. 25 – Passacaglia, mi bémol mineur, 1903-5;
- Op. 26 – 8 Konzertstucke, 1905-6;
- Op. 27 – 5 Aquarellen : 1. Ballade, 2. Invocation, 3. Légende, 4. Idylle, 5. Angelus, 1905;
- Op. 29 – Silhouetten, 1906;
- Op. 31 – Scènes Pittoresques, 1906;
- Op. 33 – 5 Monologe, 1905;
- Op. 34 – Improvisation (Ostinato und Fughetta), mi majeur, 1905;
- Op. 35 – Poesien, 1907;
- Op. 36 – Sonate Nr. 1, si mineur: I. Quasi Fantasia, II. Interludium, III. Finale, 1905;
- Op. 37 – Partita, ré majeur, 1905;
- Op. 39 – Phantasie und Fuge, ré majeur, 1905;
- Op. 42 – Madrigale, 1906;
- Op. 46 – Sonate Nr. 2, si bémol mineur: I. Enharmonische Fantasie und Doppelfuge. II. Canzone, III. Toccata, 1909-12;
- Op. 47 – Tröstungen (8 Religiöse Stimmungsbilder), 1918;
- Op. 57 – Renaissance, (Stücke im alten Stil), 1907, rév. 1917;
- Op. 58 – Innere Stimmen, 1918-19;
- Op. 70 – 2 Orchestrale Konzertstudien, 1907;
- Op. 76 – Intarsien (Marqueterie), 1911;
- Op. 93 – Erste grundlegende Studien, 1913;
- Op. 94 – Die hohe Schule des Legatospiels, 1912;
- Op. 95 – Gradus ad Parnassum, 138 arrangements, 1913-14;
- Op. 99 – Schule für Harmonium, 1915;
- Op. 101 – 33 Portraits für Harmonium, vol. 1, nos. 1-13 (Palestrina à Berlioz); vol. 2, nos. 14-33 (Chopin à Schönberg), 1913-23; le no 5, «Ein Siegesgesang Israels » est connu à l’orgue comme «Praise the Lord», ou «Festliche Musik alla Handel»;
- Op. 102 – 12 Impressionen, 1914;
- Op. 103 – 6 Romantische Stücke (Impressionen aus dem Reisengebirge), 1914;
- Op. 104 – 7 Idyllen, 1914.

### Orgue seul
- WoO 8 – Sequenz No. 1, la mineur, 1908;
- WoO 12 – Sequenz No. 2, do mineur, 1910;
- WoO 13 – 17 Kleine Charakterstücke : 1. Ruhevoll – 2. Schwer, schreitend – 3. Innig, schlicht – 4. Still, schlicht, mild – 5. Wuchtig – 6. Mystisch, feierlich – 7. Im ruhigen Choralzeitmaße – 8. Alla Musette – 8. Ziemlich ruhig – 10. Weihevoll, gemessen (alla Graduale) – 11. Gemessen, ernst – 12. Leise, bewegt – 13. Verklärt, weihevoll und ruhig – 14. In ruhiger Viertelbewegung – 15. Gravitätisch, breit ausladend (alla Sarabande) – 16. Sehr langsam, mit schmerzlicher Empfindung – 17. Etwas bewegt, festlich, 1911;
- WoO 13b? – 14 Interludes in Different Keys, 1911?; cf. WoO 13.
- WoO 16 – 4 Choral-Improvisationen, 1912;
- WoO 74 – Prélude, do majeur;
- Op. 25b – Passacaglia, mi bémol mineur, (arr. pour orgue de l’Op. 25), 1905-7;
- Op. 27b – Angelus, de 5 Aquarellen, (arr. pour orgue de l’Op. 27), 1905;
- Op. 33b – 5 Monologe: 4. Bénédiction, (arr. pour orgue de l’Op. 33), 1905;
- Op. 34b – Improvisation (Ostinato und Fughetta), mi majeur, (arr. pour orgue de l’Op. 34), 1905;
- Op. 36b – 2e Mouv. De la Sonate Nr. 1, si bémol, (arr. pour orgue de l’Op. 36), 1905;
- Op. 37b – Partita, ré majeur, mouv.: 1, 3, 4, (arr. pour orgue de l’Op. 37), 1906-11;
- Op. 39b – Phantasie und Fuge, ré majeur, (arr. pour orgue de l’Op. 39), 1905;
- Op. 46b – Canzone, sol bémol, 2e mouv. de la Sonate Nr. 2, (arr. pour orgue de l’Op. 46);
- Op. 64B? – Praeambulum festivum, mi bémol, pub. par Carl Simon à Berlin en 1906.
- Op. 65 – 66 Choral-Improvisationen, dont le N° 59, Marche Triomphale sur «Nun danket alle Gott», 1906-09;
- Op. 70 – 2 Tondichtungen;
- Op. 72 – Trois Impressions, (Harmonies du soir, Clair de lune, La nuit), 1909;
- Op. 73 – Chaconne und Fugentrilogie mit Choral, 1910;
- Op. 74 – Sonatina, la mineur, 1909;
- Op. 75, No. 1 – 4 Diverse Pieces, dont: In dulci Jubilo; Funerale (hommage à Guilmant), 1910-11;
- Op. 75, No. 2 – Homage to Handel, (54 Studies in Variation Form on a Ground Bass of Handel), 1914;
- Op. 78 – 20 Prae- und Postludien, 1912;
- Op. 83 – [22] Pedalstudien, 1913;
- Op. 85 – 3 Symphonische Kanzonen, N° 1: Canzona et Toccata en mi bémol mineur; N° 2 : Fantaisie (Introduction), Canzone, Passacaille et Fugue en do mineur; N° 3 : Fugue, Canzona et Épilogue «Credo in vitam venturi» en fa dièse majeur;
- Op. 86 – 10 Charakteristische Tonstücke, 1911;
- Op. 87 – Drei Sinfonische Choräle (Trois Chorals symphoniques): N° 1 "Ach bleib mit deiner Gnade" en mi bémol majeur - N° 2 "Jesu, meine Freude" en do mineur - N° 3 "Nun ruhen alle Wälder" en ré bémol majeur (avec violon et voix solo), 1911;
- Op. 92 – 3 Pastelle, 1911;
- Op. 96 – 7 Pastels from the Lake of Constance, (Sept pastels du Lac de Constance): 1. L’âme du lac - 2. Paysage dans le brouillard - 3. La légende de la montagne - 4. Les eaux couvertes de roseaux - 5. Le chant nocturne du soleil - 6. Reflet du halo lunaire dans le lac - 7. Hymne aux étoiles, 1921;
- Op. 100 – Partita No. 1, mi majeur, 1924;
- Op. 106 – Cathedral Windows, (Vitraux polychromes d’anciennes cathédrales), 6 pièces sur des thèmes grégoriens, 1923;
- Op. 108 – Drei Impressionen, (Sunset; Starlight; Elegiac Poem), 1923;
- Op. 141 – Triptych, (Legend; Gregorian Rhapsody; Marche Pontificale), 1930;
- Op. 142, No. 1 – Drei neue Impressionen, (Voices of the Night; Valse Mignonne; Romantic Retrospective View), 1930;
- Op. 142, No. 2 – Sempre semplice : 1. In modo dorico, 2. Litanei, 3. Trio continuo, 4. Tenebræ, 5. Invocation, 6. Idillo bucolico, 7. Ciacona con variazioni, 8. Before the Image of a Saint, 9. In Memoriam, 10. Noël, 11. Basso Ostinato (B.A.C.H.), 12. Postludio festivo, (arr. de 12 pièces pour harmonium), 1931;
- Op. 143 – Symphonie, fa dièse mineur, 1930;
- Op. 144 – Kaleidoscope, mi mineur/majeur, 1930;
- Op. 145 – Musik für Orgel, 1931;
- Op. 150 – Introduction, Passacaglia and Fugue on B-A-C-H, (d’après l’Op. 46 No. 1), 1931;
- Op. 151 – Partita Retrospettiva, 1931-2;
- Op. 154 – 8 Short Pieces: 1. Introitus, 2. Gagliarda, 3. Melodia Monastica, 4. Aria Semplice, 5. Appassionata, 6. Canzona Solenne, 7. Toccatina, 8. Corale, 1931;
- Op. 156 – Rondo alla campanella, la mineur, 1932.

### Orgue, voix et instruments
- Op. 48b – 2 Stücke für Violine und Orgel (Deux Pièces pour violon et orgue), N°1 Sanctus en si bémol, N° 2 Pastorale en ré mineur, 1903;
- Op. 65 – 66 Choral-Improvisationen, N° 66, Wunderbarer Koenig, 2 trompettes, 2 trombones, timbales, orgue, 1910;
- Op. 66 – Drei geistliche Gesänge (Trois Chants sacrés): N° 1 "Völlige Hingabe" en si majeur pour voix et orgue (1919) - N° 2 "Sphärenmusik" (Musique des sphères / Noël) en ré majeur pour soprano, violon et harmonium (orgue ou piano), 1906;
- Op. 73b – Chaconne und Fugentrilogie, orgue, cuivres, percussion, 1910;
- Op. 78, 20 – Von Himmel hoch, soprano, violon, orgue;
- Op. 85, 1 – 3 Symphonische Kanzonen, orgue, cuivres, 1910;
- Op. 85, 3 – 3 Symphonische Kanzonen, soprano, chœur féminin, violon, orgue, 1910;
- Op. 87, 3 – 3 Symphonische Chorale, N° 3 "Nun ruhen alle Wälder" en ré bémol majeur avec violon et voix solo, 1911;
- Op. 98 – N° 1 Abendstern, soprano et orgue; N° 2 Geistlicher Dialog - eines Vaters mit seinem fünfjährigen Töchterlein, voix et orgue, v. 1914;
- WoO 63 – Der Erste Psalm «Wohl dem, der nicht wandelt im Rat der Gottlosen» en do dièse mineur, pour soprano et orgue, v. 1915.

### Piano
- Op. 50 – Sonate No. 1 en fa dièse mineur
- Op. 105 – Sonate No. 3 «Patetica» en do dièse mineur, 1922;
- Op. 113 – Partita pour piano, 1927.
- Op. 127 – Heidebilder.

### Autres
- Op. 107 – 30 Caprices for Flute solo, 1918/19.
- Op. 140 – Sonate « Appassionata » pour flûte seule, 1917.

### Discographie
- Sigfrid Karg-Elert, Dernières œuvres pour orgue, 5 vol. parus (1999-2008), Elke Völker, orgue, Aeolus.
- Sigfrid Karg-Elert, Harmonium Works, 5 vol. parus (1997-2000), Johannes Matthias Michel, harmonium d’art, Classic Produktion Osnabrück (Allemagne).
- "Romantic Impressions", Original works by Sigfrid Karg-Elert and transcriptions by other composers, Isabelle Lagors, harpe, Christian Ott, harmonium d'art & Cavaillé-Coll organ, Ambiente (Allemagne)